# Chironomus occidentalis
Chironomus occidentalis är en tvåvingeart som beskrevs av Frederick Askew Skuse 1889. Chironomus occidentalis ingår i släktet Chironomus och familjen fjädermyggor. Inga underarter finns listade i Catalogue of Life.